# Japonia na Letnich Igrzyskach Olimpijskich 2012
Japonię na Letnich Igrzyskach Olimpijskich 2012 reprezentowało 292 zawodników: 136 mężczyzn i 156 kobiet. Zdobyli oni 38 medali: 7 złotych, 14 srebrnych i 17 brązowych, zajmując 11. miejsce w klasyfikacji medalowej.
Był to 21 start reprezentacji Japonii na letnich igrzyskach olimpijskich.

## Zdobyte medale
| Medal  | Zawodnik | Dyscyplina           | Konkurencja                                 | Rezultat                                                                            |
| ------ | --- | -------------------- | ------------------------------------------- | ----------------------------------------------------------------------------------- |
| Złoto  | Ryōta Murata | Boks                 | waga średnia mężczyzn                       | w finale pokonał Brazylijczyka Esquiva Falcão Florentino 14:13                      |
| Złoto  | Kōhei Uchimura | Gimnastyka           | wielobój mężczyzn indywidualnie             | 92,690 pkt                                                                          |
| Złoto  | Kaori Matsumoto | Judo                 | waga do 57 kg kobiet                        | w finale pokonała Rumunkę Corina Caprioriu                                          |
| Złoto  | Tatsuhiro Yonemitsu | Zapasy               | kategoria do 66 kg mężczyzn styl wolny      | w finałowej walce pokonał Hindusa Sushila Kumara 3:1                                |
| Złoto  | Hitomi Obara | Zapasy               | kategoria do 48 kg kobiet styl wolny        | w finale pokonała Azerkę Marija Stadnik 3:1                                         |
| Złoto  | Saori Yoshida | Zapasy               | kategoria do 55 kg kobiet styl wolny        | w finale pokonała Kanadyjkę Tonya Verbeek 3:0                                       |
| Złoto  | Kaori Ichō | Zapasy               | kategoria do 63 kg kobiet styl wolny        | w finale pokonała Chinkę Jing Ruixue 3:0                                            |
| Srebro | Mizuki Fujii, Reika Kakiiwa | Badminton            | gra podwójna kobiet                         | w finale przegrały z chińską parą Tian Qing, Zhao Yunlei 0:2 (10:21, 23:25)         |
| Srebro | Kōhei Uchimura | Gimnastyka           | ćwiczenia wolne mężczyzn                    | 15,800 pkt                                                                          |
| Srebro | Ryōhei Katō, Kazuhito Tanaka, Yūsuke Tanaka, Kōhei Uchimura, Kōji Yamamuro | Gimnastyka           | wielobój mężczyzn drużynowo                 | 271,952 pkt                                                                         |
| Srebro | Hiroaki Hiraoka | Judo                 | waga do 60 kg mężczyzn                      | w finale uległ Rosjaninowi Arsienowi Gałstianowi                                    |
| Srebro | Riki Nakaya | Judo                 | waga do 73 kg mężczyzn                      | w finale uległ Rosjaninowi Mansurowi Isajewowi                                      |
| Srebro | Mika Sugimoto | Judo                 | waga powyżej 78 kg kobiet                   | w finale uległa Kubance Idalys Ortiz                                                |
| Srebro | Takaharu Furukawa | Łucznictwo           | mężczyźni indywidualnie                     | w finale uległ Koreańczykowi Oh Jin-hyek 1:7                                        |
| Srebro | Miho Fukumoto, Yukari Kinga, Azusa Iwashimizu, Saki Kumagai, Aya Sameshima, Mizuho Sakaguchi, Kozue Andō, Aya Miyama, Nahomi Kawasumi, Homare Sawa, Shinobu Ōno, Kyoko Yano, Karina Maruyama, Megumi Takase, Mana Iwabuchi, Yūki Nagasato-Ōgimi, Ayumi Kaihori | Piłka nożna          | turniej kobiet                              | w finale uległy zespołowi Stanów Zjednoczonych 1:2                                  |
| Srebro | Ryōsuke Irie | Pływanie             | 200 m stylem grzbietowym mężczyzn           | 1:53,78 min                                                                         |
| Srebro | Ryōsuke Irie, Kōsuke Kitajima, Takeshi Matsuda, Takurō Fuji'i | Pływanie             | sztafeta 4 × 100 m stylem zmiennym mężczyzn | 3:31,26 min                                                                         |
| Srebro | Satomi Suzuki | Pływanie             | 200 m stylem klasycznym kobiet              | 2:20,72 min                                                                         |
| Srebro | Hiromi Miyake | Podnoszenie ciężarów | waga do 48 kg kobiet                        | 197 kg                                                                              |
| Srebro | Suguru Awaji, Kenta Chida, Ryō Miyake, Yūki Ōta | Szermierka           | floret mężczyzn drużynowo                   | w finale uległy Włochom 39:45                                                       |
| Srebro | Ai Fukuhara, Sayaka Hirano, Kasumi Ishikawa | Tenis stołowy        | turniej kobiet drużynowo                    | w finale uległy Chinkom 0:3                                                         |
| Brąz   | Satoshi Shimizu | Boks                 | waga kogucia mężczyzn                       | w półfinale przegrał z Brytyjczykiem Lukiem Campbellem 11:14                        |
| Brąz   | Masashi Ebinuma | Judo                 | waga do 66 kg mężczyzn                      | w pojedynku o brązowy medal pokonał Pawła Zagrodnika                                |
| Brąz   | Masashi Nishiyama | Judo                 | waga do 90 kg                               | w walce o brązowy medal pokonał Rosjanina Kiryłła Dienisowa                         |
| Brąz   | Yoshie Ueno | Judo                 | waga do 63 kg kobiet                        | w pojedynku o brązowy medal pokonała Mongołkę Munchdzaja Cedewsuren                 |
| Brąz   | Kōji Murofushi | Lekkoatletyka        | rzut młotem mężczyzn                        | 78,71 m                                                                             |
| Brąz   | Kaori Kawanaka, Ren Hayakawa, Miki Kanie | Łucznictwo           | kobiety drużynowo                           | w pojedynku o brązowy medal pokonały zespół Rosji 209:207 pkt                       |
| Brąz   | Ryōsuke Irie | Pływanie             | 100 m stylem grzbietowym mężczyzn           | 52,97                                                                               |
| Brąz   | Ryō Tateishi | Pływanie             | 200 m stylem klasycznym mężczyzn            | 2:08,29 min                                                                         |
| Brąz   | Takeshi Matsuda | Pływanie             | 200 m stylem motylkowym mężczyzn            | 1:53,21 min                                                                         |
| Brąz   | Kōsuke Hagino | Pływanie             | 400 m stylem zmiennym mężczyzn              | 4:08,94 min                                                                         |
| Brąz   | Aya Terakawa | Pływanie             | 100 m stylem grzbietowym kobiet             | 58,83 s                                                                             |
| Brąz   | Satomi Suzuki | Pływanie             | 100 m stylem klasycznym kobiet              | 1:06,46 min                                                                         |
| Brąz   | Natsumi Hoshi | Pływanie             | 200 m stylem motylkowym kobiet              | 2:05,48 min                                                                         |
| Brąz   | Aya Terakawa, Satomi Suzuki, Yuka Katō, Haruka Ueda | Pływanie             | sztafeta 4 × 100 m stylem zmiennym kobiet   | 3:55,73 min                                                                         |
| Brąz   | Hitomi Nakamichi, Yoshie Takeshita, Mai Yamaguchi, Erika Araki, Kaori Inoue, Maiko Kano, Yūko Sano, Ai Yamamoto, Risa Shinnabe, Saori Sakoda, Yukiko Ebata, Saori Kimura                                                                                       | Siatkówka            | turniej kobiet                              | w meczu o brązowy medal pokonały zespół Korei Południowej 3:0 (25:22, 26:24, 25:21) |
| Brąz   | Ryūtarō Matsumoto | Zapasy               | kategoria do 60 kg mężczyzn styl klasyczny  | w pojedynku o brązowy medal pokonał Kazacha Ałmata Kebyspajewa 5:0                  |
| Brąz   | Shin’ichi Yumoto | Zapasy               | kategoria do 55 kg mężczyzn styl klasyczny  | w pojedynku o brązowy medal pokonał Bułgara Radosława Welikowa 3:1                  |

## Skład kadry

### Badminton
Mężczyźni
| Zawodnik                 | Konkurencja    | Faza grupowa                     | Faza grupowa                   | Faza grupowa                 | Faza grupowa | Eliminacje        | Ćwierćfinał       | Półfinał          | Finał             | Finał   |
| Zawodnik                 | Konkurencja    | Przeciwnik Punkty                | Przeciwnik Punkty              | Przeciwnik Punkty            | Miejsce      | Przeciwnik Punkty | Przeciwnik Punkty | Przeciwnik Punkty | Przeciwnik Punkty | Miejsce |
| ------------------------ | -------------- | -------------------------------- | ------------------------------ | ---------------------------- | ------------ | ----------------- | ----------------- | ----------------- | ----------------- | ------- |
| Ken’ichi Tago            | gra pojedyncza | Niluka Karunaratne 0-2           |                                |                              | 2.           | → Nie awansował   | → Nie awansował   | → Nie awansował   | → Nie awansował   | 17.     |
| Shō Sasaki               | gra pojedyncza | Virgil Soeroredjo 2:0            |                                |                              | 1.           | Kevin Cordón 2-0  | Lin Dan 1-2       | → Nie awansował   | → Nie awansował   | 5.      |
| Naoki Kawamae Shōji Satō | gra podwójna   | Koo Kien Keat Tan Boon Heong 0-2 | Jung Jae-sung Lee Yong-dae 0-2 | Howard Bach Tony Gunawan 2-0 | 3.           |                   | → Nie awansowali  | → Nie awansowali  | → Nie awansowali  | 9.      |

Kobiety
| Zawodniczka                  | Konkurencja    | Faza grupowa                  | Faza grupowa                                | Faza grupowa                      | Faza grupowa | Eliminacje           | Ćwierćfinał                                 | Półfinał                        | Finał                     | Finał   |
| Zawodniczka                  | Konkurencja    | Przeciwniczka Punkty          | Przeciwniczka Punkty                        | Przeciwniczka Punkty              | Miejsce      | Przeciwniczka Punkty | Przeciwniczka Punkty                        | Przeciwniczka Punkty            | Przeciwniczka Punkty      | Miejsce |
| ---------------------------- | -------------- | ----------------------------- | ------------------------------------------- | --------------------------------- | ------------ | -------------------- | ------------------------------------------- | ------------------------------- | ------------------------- | ------- |
| Sayaka Satō                  | gra pojedyncza | Maja Tvrdy 2-0                | Susan Egelstaff 2-1                         |                                   | 1.           | Tine Baun krecz      | → Nie awansowała                            | → Nie awansowała                | → Nie awansowała          | 9.      |
| Mizuki Fujii Reika Kakiiwa   | gra podwójna   | Shinta Mulia Sari Yao Lei 2-1 | Jwala Gutta Ashwini Ponnappa 2-0            | Cheng Wen-hsing Chien Yu-chin 0-2 | 2.           |                      | Christinna Pedersen Kamilla Rytter Juhl 2-0 | Alexandra Bruce Michelle Li 2-1 | Tian Qing Zhao Yunlei 0-2 | srebro  |
| Miyuki Maeda Satoko Suetsuna | gra podwójna   | Tian Qing Zhao Yunlei 0-2     | Christinna Pedersen Kamilla Rytter Juhl 2-1 | Poon Lok Yan Tse Ying Suet 2-0    | 3.           |                      | → Nie awansowały                            | → Nie awansowały                | → Nie awansowały          | 8.      |

Gra mieszana
| Zawodnicy                   | Konkurencja  | Faza grupowa                        | Faza grupowa           | Faza grupowa                            | Faza grupowa | Ćwierćfinał        | Półfinał           | Finał              | Finał   |
| Zawodnicy                   | Konkurencja  | Przeciwnicy Punkty                  | Przeciwnicy Punkty     | Przeciwnicy Punkty                      | Miejsce      | Przeciwnicy Punkty | Przeciwnicy Punkty | Przeciwnicy Punkty | Miejsce |
| --------------------------- | ------------ | ----------------------------------- | ---------------------- | --------------------------------------- | ------------ | ------------------ | ------------------ | ------------------ | ------- |
| Shintarō Ikeda Reiko Shiota | gra mieszana | Robert Mateusiak Nadieżda Zięba 0-2 | Tobby Ng Grace Guo 2-1 | Joachim Fischer Christinna Pedersen 2-0 | 3.           | → Nie awansowali   | → Nie awansowali   | → Nie awansowali   | 9.      |

### Boks
Mężczyźni
| Zawodnik        | Konkurencja | 1/32                 | 1/16               | 1/8                       | Ćwierćfinał           | Półfinał            | Finał                           | Finał   |
| Zawodnik        | Konkurencja | Przeciwnik Wynik     | Przeciwnik Wynik   | Przeciwnik Wynik          | Przeciwnik Wynik      | Przeciwnik Wynik    | Przeciwnik Wynik                | Miejsce |
| --------------- | ----------- | -------------------- | ------------------ | ------------------------- | --------------------- | ------------------- | ------------------------------- | ------- |
| Katsuaki Susa   | 52 kg       | Robeisy Ramírez 9-17 | → Nie awansował    | → Nie awansował           | → Nie awansował       | → Nie awansował     | → Nie awansował                 | 17      |
| Satoshi Shimizu | 56 kg       |                      | Isaac Dogboe 10-9  | Məhəmməd Əbdülhəmidov RSC | Mohamed Ouadahi 17-15 | Luke Campbell 11-20 | → Nie awansował                 | brąz    |
| Yasuhiro Suzuki | 69 kg       |                      | Mehdi Khalsi 14-13 | Seryk Säpijew 11-25       | → Nie awansował       | → Nie awansował     | → Nie awansował                 | 9.      |
| Ryōta Murata    | 75 kg       |                      |                    | Abdelmalek Rahou 21-12    | Adem Kılıççı 17-13    | Abbos Atoyev 13-12  | Esquiva Falcão Florentino 14-13 | złoto   |

### Gimnastyka
Mężczyźni
| Zawodnik        | Konkurencje            | Konkurencje            | Konkurencje     | Konkurencje     | Konkurencje                 | Konkurencje                 | Konkurencje          | Konkurencje          | Konkurencje            | Konkurencje            | Konkurencje         | Konkurencje         | Konkurencje | Konkurencje | Konkurencje        | Konkurencje        |
| Zawodnik        | Wielobój indywidualnie | Wielobój indywidualnie | Ćwiczenia wolne | Ćwiczenia wolne | Ćwiczenia na koniu z łękami | Ćwiczenia na koniu z łękami | Ćwiczenia na kółkach | Ćwiczenia na kółkach | Ćwiczenia na poręczach | Ćwiczenia na poręczach | Ćwiczenia na drążku | Ćwiczenia na drążku | Skoki       | Skoki       | Wielobój drużynowy | Wielobój drużynowy |
| Zawodnik        | Wynik                  | Pozycja                | Wynik           | Pozycja         | Wynik                       | Pozycja                     | Wynik                | Pozycja              | Wynik                  | Pozycja                | Wynik               | Pozycja             | Wynik       | Pozycja     | Wynik              | Pozycja            |
| --------------- | ---------------------- | ---------------------- | --------------- | --------------- | --------------------------- | --------------------------- | -------------------- | -------------------- | ---------------------- | ---------------------- | ------------------- | ------------------- | ----------- | ----------- | ------------------ | ------------------ |
| Ryōhei Katō     |                        |                        | 15,433          | 9.              | 14,333                      | 21.                         |                      |                      |                        |                        |                     |                     |             |             | 271,952            | .                  |
| Kazuhito Tanaka | 89,407                 | 6.                     | 13,666          | 61.             | 12,200                      | 62.                         | 15,100               | 11.                  | 15,500                 | 4.                     | 14,400              | 30.                 |             |             | 271,952            | .                  |
| Yūsuke Tanaka   |                        |                        |                 |                 |                             |                             | 15,033               | 17.                  | 15,100                 | 8.                     | 14,200              | 36.                 |             |             | 271,952            | .                  |
| Kōhei Uchimura  | 92,690                 | złoto                  | 15,800          | srebro          | 12,466                      | 60.                         |                      |                      | 15,533                 | 5.                     | 15,000              | 16.                 |             |             | 271,952            | .                  |
| Koji Yamamuro   | 87,632                 | 18.                    | 14,433          | 41.             | 14,400                      | 15.                         | 14,900               | 23.                  | 14,200                 | 50.                    | 14,366              | 32.                 | 14,266      | 17.         | 271,952            | .                  |

Kobiety
| Zawodniczka    | Wynik                  | Wynik                  | Wynik           | Wynik           | Wynik                  | Wynik                  | Wynik                   | Wynik                   | Wynik | Wynik   | Wynik              | Wynik              |
| Zawodniczka    | Wielobój indywidualnie | Wielobój indywidualnie | Ćwiczenia wolne | Ćwiczenia wolne | Ćwiczenia na poręczach | Ćwiczenia na poręczach | Ćwiczenia na równoważni | Ćwiczenia na równoważni | Skoki | Skoki   | Wielobój drużynowy | Wielobój drużynowy |
| Zawodniczka    | Wynik                  | Pozycja                | Wynik           | Pozycja         | Wynik                  | Pozycja                | Wynik                   | Pozycja                 | Wynik | Pozycja | Wynik              | Pozycja            |
| -------------- | ---------------------- | ---------------------- | --------------- | --------------- | ---------------------- | ---------------------- | ----------------------- | ----------------------- | ----- | ------- | ------------------ | ------------------ |
| Asuka Teramoto | 57,332                 | 11.                    | 14,233          | 12.             | 14,566                 | 15.                    | 14,466                  | 15.                     |       |         | 166,646            | 8.                 |
| Rie Tanaka     | 55,632                 | 16.                    | 13,300          | 46.             | 14,633                 | 14.                    | 13,400                  | 36.                     |       |         | 166,646            | 8.                 |
| Kōko Tsurumi   |                        |                        |                 |                 | 14,966                 | 7.                     |                         |                         |       |         | 166,646            | 8.                 |
| Yuko Shintake  |                        |                        | 13,633          | 36.             |                        |                        | 14,166                  | 22.                     |       |         | 166,646            | 8.                 |
| Yu Minobe      |                        |                        | 12,966          | 57.             | 13,066                 | 53.                    | 14,133                  | 24.                     |       |         | 166,646            | 8.                 |

#### Gimnastyka artystyczna
| Zawodnik                                                                               | Konkurencja | Eliminacje | Eliminacje | Finał  | Finał   |
| Zawodnik                                                                               | Konkurencja | Wynik      | Pozycja    | Wynik  | Pozycja |
| -------------------------------------------------------------------------------------- | ----------- | ---------- | ---------- | ------ | ------- |
| Natsuki Fukase Airi Hatakeyama Rie Matsubara Rina Miura Nina Saeedyokota Kotono Tanaka | drużynowo   | 53,025     | 8.         | 54,100 | 7.      |

#### Skoki na trampolinie
| Zawodnik        | Konkurencja | Eliminacje                     | Eliminacje                 | Eliminacje        | Eliminacje         | Eliminacje | Finał            | Finał             | Finał            | Finał            | Finał            | Finał            |
| Zawodnik        | Konkurencja | Eliminacje - Układ obowiązkowy | Eliminacje - Układ dowolny | Eliminacje - Kara | Eliminacje - Razem | Pozycja    | Finał - Trudność | Finał - Wykonanie | Finał - Lot      | Finał - Kara     | Finał - Łącznie  | Pozycja          |
| Zawodnik        | Konkurencja | Punkty                         | Punkty                     | Punkty            | Punkty             | Pozycja    | Punkty           | Punkty            | Punkty           | Punkty           | Punkty           | Pozycja          |
| --------------- | ----------- | ------------------------------ | -------------------------- | ----------------- | ------------------ | ---------- | ---------------- | ----------------- | ---------------- | ---------------- | ---------------- | ---------------- |
| Masaki Itō      | mężczyźni   | 49,990                         | 59,820                     |                   | 109,810            | 4.         | 16,600           | 26,300            | 17,995           |                  | 60,895           | 4.               |
| Yasuhiro Ueyama | mężczyźni   | 49,554                         | 60,255                     |                   | 109,809            | 5.         | 16,600           | 25,875            | 17,765           |                  | 60,240           | 5.               |
| Ayano Kishi     | kobiety     | 45,745                         | 52,240                     |                   | 97,985             | 14.        | → Nie awansowała | → Nie awansowała  | → Nie awansowała | → Nie awansowała | → Nie awansowała | → Nie awansowała |

### Hokej na trawie
Turniej kobiet
- Reprezentacja kobiet

| - Rika Komazawa - Chie Akutsu - Akemi Kato - Ai Murakami - Miyuki Nakagawa - Keiko Manabe - Aki Mitsuhashi - Nagisa Hayashi |  | - Sakiyo Asano - Yukari Yamamoto - Izuki Tanaka - Kaori Chiba-Fujio - Shiho Otsuka - Akane Shibata - Sachimi Iwao - Masako Sato |

Reprezentacja Japonii brała udział w rozgrywkach grupy A turnieju olimpijskiego zajmując w niej piąte miejsce. W meczu o dziewiąte miejsce pokonała reprezentację RPA po dogrywce 2:1 zajmując ostatecznie 9. miejsce.
Grupa A
| Drużyna          | M | Mecze | Mecze | Mecze | Bramki | Bramki | Bramki | Pkt |
| Drużyna          | M | W     | R     | P     | +      | -      | +/-    | Pkt |
| ---------------- | - | ----- | ----- | ----- | ------ | ------ | ------ | --- |
| Holandia         | 5 | 5     | 0     | 0     | 12     | 5      | +7     | 15  |
| Wielka Brytania  | 5 | 3     | 0     | 2     | 14     | 7      | +7     | 9   |
| Chiny            | 5 | 2     | 1     | 2     | 6      | 3      | +3     | 7   |
| Korea Południowa | 5 | 2     | 0     | 3     | 9      | 13     | -4     | 6   |
| Japonia          | 5 | 1     | 1     | 3     | 4      | 9      | -5     | 4   |
| Belgia           | 5 | 0     | 2     | 3     | 2      | 10     | -8     | 2   |

#### Rozgrywki grupowe
29 lipca 2012
| Wielka Brytania | 4:0 | Japonia |

31 lipca 2012
| Holandia | 3:2 | Japonia |

2 sierpnia 2012
| Korea Południowa | 1:0 | Japonia |

4 sierpnia 2012
| Japonia | 1:1 | Belgia |

6 sierpnia 2012
| Japonia | 1:0 | Chiny |

#### Mecz o 9. miejsce
| 8 sierpnia 20128:30 WET | Japonia                                                                                        | 2:1 (pd.) | Południowa Afryka                                             |  |
| 8 sierpnia 20128:30 WET | Ai Murakami 62' (kar.), 79' (kar.)                                                             | 2:1 (pd.) | 26' (kar.) Lisa Marie Deetlefs                                |  |
| 8 sierpnia 20128:30 WET | Sachimi Iwao 12' · Akane Shibata 27' · Nagisa Hayashi 33' · Sachimi Iwao 50' · Kaori Fujio 71' | 2:1 (pd.) | 55' Lesle-Ann George · 63' Kate Woods · 66' Bernadette Coston |  |

### Jeździectwo
| Zawodnik        | Konkurencja              | Grand Prix | Grand Prix | Grand Prix Special | Grand Prix Special | Finał           | Finał           |
| Zawodnik        | Konkurencja              | Wynik      | Poz.       | Wynik              | Poz.               | Wynik           | Poz.            |
| --------------- | ------------------------ | ---------- | ---------- | ------------------ | ------------------ | --------------- | --------------- |
| Hiroshi Hoketsu | Ujeżdżenie indywidualnie | 68,739     | 40.        | → Nie awansował    | → Nie awansował    | → Nie awansował | → Nie awansował |

| Zawodnik       | Konkurencja         | Runda 1 | Runda 1 | Runda 2         | Runda 2         | Runda 2         | Runda 3         | Runda 3         | Runda 3         | Finał           | Finał           | Finał           | Finał           | Finał           | Finał           |
| Zawodnik       | Konkurencja         | Runda 1 | Runda 1 | Runda 2         | Runda 2         | Runda 2         | Runda 3         | Runda 3         | Runda 3         | Runda A         | Runda A         | Runda B         | Runda B         | Razem           | Razem           |
| Zawodnik       | Konkurencja         | Błędy   | Poz.    | Błędy           | Razem           | Poz.            | Błędy           | Razem           | Poz.            | Błędy           | Poz.            | Błędy           | Poz.            | Błędy           | Poz.            |
| -------------- | ------------------- | ------- | ------- | --------------- | --------------- | --------------- | --------------- | --------------- | --------------- | --------------- | --------------- | --------------- | --------------- | --------------- | --------------- |
| Taizo Sugitani | Skoki indywidualnie | 0       | 1.      | 4               | 4               | 17.             | 8               | 12              | 26.             | 14              | 33.             | → Nie awansował | → Nie awansował | → Nie awansował | → Nie awansował |
| Reiko Takeda   | Skoki indywidualnie | 22      | 71.     | → Nie awansował | → Nie awansował | → Nie awansował | → Nie awansował | → Nie awansował | → Nie awansował | → Nie awansował | → Nie awansował | → Nie awansował | → Nie awansował | → Nie awansował | → Nie awansował |

| Zawodnik                                                                  | Konkurencja        | Ujeżdżenie | Cross country              | Skoki (runda kwalifikacyjna) | Razem                      | Skoki (runda finałowa)     | Finał                      | Pozycja                    |                            |
| ------------------------------------------------------------------------- | ------------------ | ---------- | -------------------------- | ---------------------------- | -------------------------- | -------------------------- | -------------------------- | -------------------------- | -------------------------- |
| Atsushi Negishi                                                           | WKKW indywidualnie | 50,40      | 25,60                      | 12,00                        | 88,00                      | → Nie awansowała           | → Nie awansowała           | 39.                        |                            |
| Toshiyuki Tanaka                                                          | WKKW indywidualnie | 55,00      | 60,00                      | 4,00                         | 119,00                     | → Nie awansował            | → Nie awansował            | 48.                        |                            |
| Yoshiaki Oiwa                                                             | WKKW indywidualnie | 38,10      | → Nie ukończył konkurencji | → Nie ukończył konkurencji   | → Nie ukończył konkurencji | → Nie ukończył konkurencji | → Nie ukończył konkurencji | → Nie ukończył konkurencji | → Nie ukończył konkurencji |
| Kenki Sato                                                                | WKKW indywidualnie | 42,20      | → Nie ukończył konkurencji | → Nie ukończył konkurencji   | → Nie ukończył konkurencji | → Nie ukończył konkurencji | → Nie ukończył konkurencji | → Nie ukończył konkurencji | → Nie ukończył konkurencji |
| Takayuki Yumira                                                           | WKKW indywidualnie | 58,50      | → Nie ukończył konkurencji | → Nie ukończył konkurencji   | → Nie ukończył konkurencji | → Nie ukończył konkurencji | → Nie ukończył konkurencji | → Nie ukończył konkurencji | → Nie ukończył konkurencji |
| Atsushi Negishi Toshiyuki Tanaka Yoshiaki Oiwa Kenki Sato Takayuki Yumira | WKKW drużynowo     | 130,70     | 1060,3                     | 16,00                        | 1207,00                    |                            |                            | 12.                        |                            |

### Judo
Mężczyźni
| Zawodnik          | Konkurencja | 1/32             | 1/16                         | 1/8                            | Ćwierćfinał                | Półfinał                          | Pierwsza runda repasaży        | Półfinał repasaży           | Finał                      | Finał   |
| Zawodnik          | Konkurencja | Przeciwnik Wynik | Przeciwnik Wynik             | Przeciwnik Wynik               | Przeciwnik Wynik           | Przeciwnik Wynik                  | Przeciwnik Wynik               | Przeciwnik Wynik            | Przeciwnik Wynik           | Pozycja |
| ----------------- | ----------- | ---------------- | ---------------------------- | ------------------------------ | -------------------------- | --------------------------------- | ------------------------------ | --------------------------- | -------------------------- | ------- |
| Hiroaki Hiraoka   | - 60 kg     |                  | Ashley McKenzie W 0111-0000  | Artiom Arshanski W 0012-0000   | Sofiane Milous W 0012-0010 | Elio Verde W 0110-0000            |                                |                             | Arsien Gałstin P 0000-1000 | srebro  |
| Masashi Ebinuma   | - 66 kg     |                  | Sasha Mehmedovic W 0111-0000 | Siergiej Lim W 0010-0001       | Cho Jun-ho W 0001-0001     | Lasza Szawdatuaszwili P 0000-0100 |                                | Paweł Zagrodnik W 0110-0101 | → Nie awansował            | brąz    |
| Riki Nakaya       | - 73 kg     |                  | Kyle Maxwell W 0100-0001     | Josef Palelashvili W 0100-0000 | Rasul Bokijew W 0011-0002  | Dex Elmont W 0000-0001            |                                |                             | Mansur Isajew P 0001-0011  | srebro  |
| Takahiro Nakai    | - 81 kg     |                  | Boas Munyonga W 1000-0000    | Sergiu Toma W 0101-0003        | Ole Bischof P 0000-1010    | → Nie awansował                   | Leonardo Guilheiro W 0011-0002 | Iwan Nifontow P 0000-0201   | → Nie awansował            | 5.      |
| Masashi Nishiyama | - 90 kg     |                  | Czingiz Mamedow W 0110-0000  | Timur Bolat W 0010-0000        | Song Dae-nam P 0111-0101   | → Nie awansował                   | Dilshod Choriev W 0012-0012    | Kiryłł Dienisow W 0000-0000 | → Nie awansował            | brąz    |
| Takamsa Anai      | - 100 kg    |                  | James Austin W 0101-0003     | Lukáš Krpálek P 0000-1001      | → Nie awansował            | → Nie awansował                   | → Nie awansował                | → Nie awansował             | → Nie awansował            | 9.      |
| Daiki Kamikawa    | +100 kg     |                  | Darrel Castillo W 1000-0000  | Ihar Makarau P 0001-0011       | → Nie awansował            | → Nie awansował                   | → Nie awansował                | → Nie awansował             | → Nie awansował            | 9.      |

Kobiety
| Zawodniczka      | Konkurencja | 1/16                         | 1/8                           | Ćwierćfinał                        | Półfinał                            | Pierwsza runda repasaży            | Półfinał repasaży                 | Finał                        | Finał   |
| Zawodniczka      | Konkurencja | Przeciwniczka Wynik          | Przeciwniczka Wynik           | Przeciwniczka Wynik                | Przeciwniczka Wynik                 | Przeciwniczka Wynik                | Przeciwniczka Wynik               | Przeciwniczka Wynik          | Pozycja |
| ---------------- | ----------- | ---------------------------- | ----------------------------- | ---------------------------------- | ----------------------------------- | ---------------------------------- | --------------------------------- | ---------------------------- | ------- |
| Tomoko Fukumi    | 48 kg       | Oiana Blanco W 1000-0001     | Kelly Edwards W 0200-0000     | Paula Pareto W 0010-0002           | Alina Alexandra Dumitru P 0011-0102 |                                    | Éva Csernoviczky P 0001-1001      | → Nie awansowała             | 5.      |
| Misato Nakamura  | 52 kg       |                              | An Kum-ae P 0002-0102         | → Nie awansowała                   | → Nie awansowała                    | → Nie awansowała                   | → Nie awansowała                  | → Nie awansowała             | 9.      |
| Kaori Matsumoto  | 57 kg       | Vesena Đukić W 0011-0002     | Kifayat Gasimowa W 0010-0000  | Gulia Quintavalle W 0010-0001      | Automne Pavia W 0010-0000           |                                    |                                   | Corina Caprioriu W 1000-0000 | złoto   |
| Yoshie Ueno      | 63 kg       | Garima Chaudhary W 1000-0000 | Marijana Mišković W 0010-0000 | Joung Da-woon P 0001-0020          | → Nie awansowała                    | Elisabeth Willeboordse W 0010-0000 | Munchdzaja Cedewsuren W 0010-0002 | → Nie awansowała             | brąz    |
| Haruka Tachimoto | - 70 kg     |                              | Onix Cortés W 0000-0001       | Chen Fei P 0020-0020               | → Nie awansowała                    | Edith Bosch P 0002-0011            | → Nie awansowała                  | → Nie awansowała             | 7.      |
| Akari Ogata      | - 78 kg     | Jeong Gyeong-mi W 0010-0002  | Mahinde Verkerk P 0020-0110   | → Nie awansowała                   | → Nie awansowała                    | → Nie awansowała                   | → Nie awansowała                  | → Nie awansowała             | 9.      |
| Mika Sugimoto    | +78 kg      |                              | Giovanna Blanco W 1000-0000   | Maria Suellen Altheman W 1000-0000 | Karina Bryant W 0011-0002           |                                    |                                   | Idalys Ortíz P 0001-0000     | srebro  |

### Kajakarstwo
Mężczyźni
| Zawodnik                            | Konkurencja | Eliminacje | Eliminacje | Półfinały | Półfinały | Finał A/B | Finał A/B | Pozycja |
| Zawodnik                            | Konkurencja | Czas       | Pozycja    | Czas      | Pozycja   | Czas      | Pozycja   | Pozycja |
| ----------------------------------- | ----------- | ---------- | ---------- | --------- | --------- | --------- | --------- | ------- |
| Momotaro Matsushita                 | K-1 200m    | 36,096     | 3.         | 37,201    | 7.        | 38,040    | 3. (B)    | 11.     |
| Naoya Sakamoto                      | C-1 200m    | 41,528     | 3.         | 41,771    | 3.        | 44,699    | 8.(A)     | 8.      |
| Momotaro Matsushita Hiroki Watanabe | K-2 200m    | 34,669     | 6.         |           |           | 35,739    | 2. (B)    | 10.     |

Kobiety
| Zawodniczka                   | Konkurencja | Eliminacje | Eliminacje | Półfinały        | Półfinały        | Finał            | Finał            | Pozycja |
| Zawodniczka                   | Konkurencja | Czas       | Pozycja    | Czas             | Pozycja          | Czas             | Pozycja          | Pozycja |
| ----------------------------- | ----------- | ---------- | ---------- | ---------------- | ---------------- | ---------------- | ---------------- | ------- |
| Shinobu Kitamoto              | K-1 200m    | 42,007     | 1.         | 41,816           | 3.               | 45,387           | 5. (B)           | 13.     |
| Shinobu Kitamoto Asumi Ohmura | K-2 500m    | 1:47,323   | 6.         | → Nie awansowały | → Nie awansowały | → Nie awansowały | → Nie awansowały | 17.     |

### Kajakarstwo górskie
Mężczyźni
| Zawodnik      | Konkurencja | Eliminacje | Eliminacje | Eliminacje | Eliminacje | Eliminacje | Eliminacje | Półfinały | Półfinały | Finał  | Finał   | Pozycja |
| Zawodnik      | Konkurencja | P 1        | M.         | P 2        | M.         | Razem      | M.         | Czas      | Miejsce   | Czas   | Miejsce | Pozycja |
| ------------- | ----------- | ---------- | ---------- | ---------- | ---------- | ---------- | ---------- | --------- | --------- | ------ | ------- | ------- |
| Kazuki Yazawa | K-1         | 96,66      | 18.        | 92,57      | 13.        | 92,57      | 15.        | 99,99     | 9.        | 104,44 | 9.      | 9.      |
| Takuya Haneda | C-1         | 101,13     | 12.        | 92,72      | 2.         | 92,72      | 3.         | 104,16    | 6.        | 110,62 | 7.      | 7.      |

Kobiety
| Zawodnik     | Konkurencja | Eliminacje | Eliminacje | Eliminacje | Eliminacje | Eliminacje | Eliminacje | Półfinały        | Półfinały        | Finał            | Finał            | Pozycja |
| Zawodnik     | Konkurencja | P 1        | M.         | P 2        | M.         | Razem      | M.         | Czas             | Miejsce          | Czas             | Miejsce          | Pozycja |
| ------------ | ----------- | ---------- | ---------- | ---------- | ---------- | ---------- | ---------- | ---------------- | ---------------- | ---------------- | ---------------- | ------- |
| Moe Kaifuchi | K-1         | 173,61     | 19,        | 121,29     | 17,        | 121,29     | 19.        | → Nie awansowała | → Nie awansowała | → Nie awansowała | → Nie awansowała | 19.     |

### Kolarstwo

#### Kolarstwo szosowe
| Zawodnik        | Konkurencja                    | Czas                    | Pozycja                 |
| --------------- | ------------------------------ | ----------------------- | ----------------------- |
| Fumiyuki Beppu  | jazda indywidualna na czas (m) | 55:40,64                | 24.                     |
| Fumiyuki Beppu  | wyścig ze startu wspólnego (m) | 5:46:05,0               | 22.                     |
| Yukiya Arashiro | wyścig ze startu wspólnego (m) | 5:46:37,0               | 48.                     |
| Mayuko Hagiwara | wyścig ze startu wspólnego (k) | → Nie ukończyła wyścigu | → Nie ukończyła wyścigu |

#### Kolarstwo górskie
| Zawodnik       | Konkurencja       | Czas    | Pozycja |
| -------------- | ----------------- | ------- | ------- |
| Rie Katayama   | cross-country (k) | 1:38:26 | 20.     |
| Kohei Yamamoto | cross-country (m) | 1:35:26 | 27.     |

#### Kolarstwo torowe
Sprint
| Zawodnik                                          | Konkurencja       | Kwalifikacje  | Runda 1                  | Repasaże                     | Runda 2          | Repasaże                          | Ćwierćfinały     | Półfinały        | Finał   | Finał |
| Zawodnik                                          | Konkurencja       | Time Speed    | Przeciwnik Czas          | Przeciwnik Czas              | Przeciwnik Czas  | Przeciwnik Czas                   | Przeciwnik Czas  | Przeciwnik Czas  | Pozycja |       |
| ------------------------------------------------- | ----------------- | ------------- | ------------------------ | ---------------------------- | ---------------- | --------------------------------- | ---------------- | ---------------- | ------- | ----- |
| Sei'ichirō Nakagawa                               | indywidualnie (m) | 10,144 70,977 | Jimmy Watkins            | Damian Zieliński 10,792      | Grégory Baugé    | Hersony Canelón Azizulhasni Awang | → Nie awansował  | → Nie awansował  | 9.      |       |
| Kayono Maeda                                      | indywidualnie (k) | 11,600 62,068 | Anna Meares              | Monique Sullivan Lee Hye-jin | → Nie awansował  | → Nie awansował                   | → Nie awansował  | → Nie awansował  | 17.     |       |
| Sei'ichirō Nakagawa Yudai Nitta Kazunari Watanabe | drużynowo (m)     | 44,324        | Wielka Brytania · 43,964 | → Nie awansowali             | → Nie awansowali | → Nie awansowali                  | → Nie awansowali | → Nie awansowali | 8.      |       |

Keirin
| Zawodnik                  | Konkurencja | Runda 1 | Repesaż | Runda 2 | Finał   |
| Zawodnik                  | Konkurencja | Pozycja | Pozycja | Pozycja | Pozycja |
| ------------------------- | ----------- | ------- | ------- | ------- | ------- |
| Japonia Kazunari Watanabe | mężczyźni   | 6.      | 1.      | 6.      | 11.     |

### Lekkoatletyka
Mężczyźni
Konkurencje biegowe
| Zawodnik                                                     | Konkurencja        | Eliminacje        | Eliminacje        | Półfinał        | Półfinał        | Finał                      | Finał                      |
| Zawodnik                                                     | Konkurencja        | Wynik             | Miejsce           | Wynik           | Miejsce         | Wynik                      | Miejsce                    |
| ------------------------------------------------------------ | ------------------ | ----------------- | ----------------- | --------------- | --------------- | -------------------------- | -------------------------- |
| Masashi Eriguchi                                             | 100 m              | 10,30             | 6.                | → Nie awansował | → Nie awansował | → Nie awansował            | → Nie awansował            |
| Ryōta Yamagata                                               | 100 m              | 10,07             | 2.                | 10,10           | 6.              | → Nie awansował            | → Nie awansował            |
| Shōta Iizuka                                                 | 200 m              | 20,81             | 5.                | → Nie awansował | → Nie awansował | → Nie awansował            | → Nie awansował            |
| Shinji Takahira                                              | 200 m              | 20,57             | 3.                | 20,77           | 6.              | → Nie awansował            | → Nie awansował            |
| Kei Takase                                                   | 200 m              | 20,72             | 2.                | 20,70           | 8.              | → Nie awansował            | → Nie awansował            |
| Yūzō Kanemaru                                                | 400 m              | 46,01             | 4.                | → Nie awansował | → Nie awansował | → Nie awansował            | → Nie awansował            |
| Masato Yokota                                                | 800 m              | 1:48,48           | 4.                | → Nie awansował | → Nie awansował | → Nie awansował            | → Nie awansował            |
| Yuki Sato                                                    | 5000 m             | 13:38,22          | 11.               |                 |                 | → Nie awansował            | → Nie awansował            |
| Yuki Sato                                                    | 10 000 m           |                   |                   |                 |                 | 28:44,06                   | 22.                        |
| Kentaro Nakamoto                                             | maraton            |                   |                   |                 |                 | 2:11:16                    | 6.                         |
| Ryo Yamamoto                                                 | maraton            |                   |                   |                 |                 | 2:18:34                    | 40.                        |
| Arata Fujiwara                                               | maraton            |                   |                   |                 |                 | 2:19:11                    | 45.                        |
| Takayuki Kishimoto                                           | 400 m przez płotki | → Dyskwalifikacja | → Dyskwalifikacja | → Nie awansował | → Nie awansował | → Nie awansował            | → Nie awansował            |
| Akihiko Nakamura                                             | 400 m przez płotki | → Dyskwalifikacja | → Dyskwalifikacja | → Nie awansował | → Nie awansował | → Nie awansował            | → Nie awansował            |
| Tetsuya Tateno                                               | 400 m przez płotki | 49,95             | 4.                | → Nie awansował | → Nie awansował | → Nie awansował            | → Nie awansował            |
| Ryōta Yamagata Masashi Eriguchi Shinji Takahira Shōta Iizuka | sztafeta 4 × 100 m | 38,07             | 2.                |                 |                 | 38,35                      | 5.                         |
| Kei Takase Yūzō Kanemaru Yoshihiro Azuma Hiroyuki Nakano     | sztafeta 4 × 400 m | 3:03,86           | 6.                |                 |                 | → Nie awansowali           | → Nie awansowali           |
| Isamu Fujisawa                                               | chód 20 km         |                   |                   |                 |                 | 1:21:48                    | 18.                        |
| Takumi Saito                                                 | chód 20 km         |                   |                   |                 |                 | 1:22:43                    | 25.                        |
| Yūsuke Suzuki                                                | chód 20 km         |                   |                   |                 |                 | 1:23:53                    | 36.                        |
| Kōichirō Morioka                                             | chód 50 km         |                   |                   |                 |                 | 3:43:14                    | 10.                        |
| Takayuki Tanii                                               | chód 50 km         |                   |                   |                 |                 | → Nie ukończył konkurencji | → Nie ukończył konkurencji |
| Yūki Yamazaki                                                | chód 50 km         |                   |                   |                 |                 | → Dyskwalifikacja          | → Dyskwalifikacja          |

Konkurencje techniczne
| Zawodnik          | Konkurencja    | Kwalifikacje | Kwalifikacje | Finał           | Finał           |
| Zawodnik          | Konkurencja    | Wynik        | Miejsce      | Wynik           | Miejsce         |
| ----------------- | -------------- | ------------ | ------------ | --------------- | --------------- |
| Genki Dean        | rzut oszczepem | 82,07        | 7.           | 79,95           | 10.             |
| Yukifumi Murakami | rzut oszczepem | 77,80        | 24.          | → Nie awansował | → Nie awansował |
| Kōji Murofushi    | rzut młotem    | 78,48        | 2.           | 78,71           | brąz            |
| Seito Yamamoto    | skok o tyczce  | NM           | —            | → Nie awansował | → Nie awansował |

| Zawodnik       | Konkurencje   | Konkurencje                | Wyniki  | Punkty | Miejsce |
| -------------- | ------------- | -------------------------- | ------- | ------ | ------- |
| Keisuke Ushiro | dziesięciobój | bieg 100 m                 | 11,32   | 791    | 27.     |
| Keisuke Ushiro | dziesięciobój | skok w dal                 | 6,86    | 781    | 26.     |
| Keisuke Ushiro | dziesięciobój | pchnięcie kulą             | 13,59   | 703    | 25.     |
| Keisuke Ushiro | dziesięciobój | skok wzwyż                 | 1,99    | 794    | 15.     |
| Keisuke Ushiro | dziesięciobój | bieg 400 m                 | 50,78   | 779    | 25.     |
| Keisuke Ushiro | dziesięciobój | bieg na 110 m przez płotki | 15,47   | 794    | 26.     |
| Keisuke Ushiro | dziesięciobój | rzut dyskiem               | 46,66   | 801    | 6.      |
| Keisuke Ushiro | dziesięciobój | skok o tyczce              | 4,90    | 880    | 7.      |
| Keisuke Ushiro | dziesięciobój | rzut oszczepem             | 66,38   | 834    | 4.      |
| Keisuke Ushiro | dziesięciobój | bieg na 1500 m             | 4:39,33 | 685    | 17.     |
| Keisuke Ushiro | dziesięciobój | Finał                      |         | 7842   | 20.     |

Kobiety
Konkurencje biegowe
| Zawodnik                                             | Konkurencja        | Eliminacje | Eliminacje | Półfinał         | Półfinał         | Finał            | Finał            |
| Zawodnik                                             | Konkurencja        | Wynik      | Miejsce    | Wynik            | Miejsce          | Wynik            | Miejsce          |
| ---------------------------------------------------- | ------------------ | ---------- | ---------- | ---------------- | ---------------- | ---------------- | ---------------- |
| Chisato Fukushima                                    | 100 m              | 11,41      | 5.         | → Nie awansowała | → Nie awansowała | → Nie awansowała | → Nie awansowała |
| Chisato Fukushima                                    | 200 m              | 24,14      | 7.         | → Nie awansowała | → Nie awansowała | → Nie awansowała | → Nie awansowała |
| Kayoko Fukushi                                       | 5000 m             | 15:09.31   | 8.         |                  |                  | → Nie awansowała | → Nie awansowała |
| Hitomi Niiya                                         | 5000 m             | 15:10,20   | 10.        |                  |                  | → Nie awansowała | → Nie awansowała |
| Mika Yoshikawa                                       | 5000 m             | 15:16,77   | 13.        |                  |                  | → Nie awansowała | → Nie awansowała |
| Hitomi Niiya                                         | 10 000 m           |            |            |                  |                  | 30:59,19         | 9.               |
| Kayoko Fukushi                                       | 10 000 m           |            |            |                  |                  | 31:10,35         | 10.              |
| Mika Yoshikawa                                       | 10 000 m           |            |            |                  |                  | 31:47,67         | 16.              |
| Ayako Kimura                                         | 100 m przez płotki | 13,75      | 7.         | → Nie awansowała | → Nie awansowała | → Nie awansowała | → Nie awansowała |
| Satomi Kubokura                                      | 400 m przez płotki | 55,85      | 5.         | 56,25            | 8.               | → Nie awansowała | → Nie awansowała |
| Anna Doi Kana Ichikawa Chisato Fukushima Yumeka Sano | sztafeta 4 × 100 m | 44,25      | 8.         |                  |                  | → Nie awansowały | → Nie awansowały |
| Masumi Fuchise                                       | chód 20 km         |            |            |                  |                  | 1:28,41          | 11.              |
| Mayumi Kawasaki                                      | chód 20 km         |            |            |                  |                  | 1:30:20          | 18.              |
| Kumi Otoshi                                          | chód 20 km         |            |            |                  |                  | 1:33:50          | 37.              |

Konkurencje techniczne
| Zawodniczka  | Konkurencja    | Kwalifikacje | Kwalifikacje | Finał            | Finał            |
| Zawodniczka  | Konkurencja    | Wynik        | Miejsce      | Wynik            | Miejsce          |
| ------------ | -------------- | ------------ | ------------ | ---------------- | ---------------- |
| Yuki Ebihara | rzut oszczepem | 59,25        | 16.          | → Nie awansowała | → Nie awansowała |
| Tomomi Abiko | skok o tyczce  | 4,25         | 19.          | → Nie awansowała | → Nie awansowała |

### Łucznictwo
| Zawodnik                                   | Konkurencja       | Runda rankingowa | Runda rankingowa | 1/32                    | 1/16                | 1/8                     | Ćwierćfinały                | Półfinały                  | Finał            | Finał   |
| Zawodnik                                   | Konkurencja       | Wynik            | Seed             | Przeciwnik Wynik        | Przeciwnik Wynik    | Przeciwnik Wynik        | Przeciwnik Wynik            | Przeciwnik Wynik           | Przeciwnik Wynik | Pozycja |
| ------------------------------------------ | ----------------- | ---------------- | ---------------- | ----------------------- | ------------------- | ----------------------- | --------------------------- | -------------------------- | ---------------- | ------- |
| Takaharu Furukawa                          | indywidualnie (m) | 679              | 5.               | Kar Wai Calvin Lee 6-4  | Dmytro Hraczow 6-4  | Bård Nesteng 6-2        | Khairul Anuar Mohamad 6-2   | Rick van der Ven 6-5       | Oh Jin-hyek 1-7  | srebro  |
| Yū Ishizu                                  | indywidualnie (m) | 671              | 15.              | Simon Terry 1-7         | → Nie awansował     | → Nie awansował         | → Nie awansował             | → Nie awansował            | → Nie awansował  | 33.     |
| Hideki Kikuchi                             | indywidualnie (m) | 659              | 44.              | Bård Nesteng 5-6        | → Nie awansował     | → Nie awansował         | → Nie awansował             | → Nie awansował            | → Nie awansował  | 33.     |
| Takaharu Furukawa Yū Ishizu Hideki Kikuchi | drużynowo (m)     | 2009             | 5.               |                         |                     | Indie · 214(29):214(27) | Stany Zjednoczone · 219:220 | → Nie awansowali           | → Nie awansowali | 6.      |
| Miki Kanie                                 | indywidualnie (k) | 665              | 6.               | Tetiana Dorochowa 7-1   | Xu Jing 6-0         | Aída Román 3-7          | → Nie awansowała            | → Nie awansowała           | → Nie awansowała | 9.      |
| Ren Hayakawa                               | indywidualnie (k) | 654              | 16.              | Christine Bjerendal 6-4 | Inna Stiepanowa 7-3 | Ki Bo-bae 0-6           | → Nie awansowała            | → Nie awansowała           | → Nie awansowała | 9.      |
| Kaori Kawanaka                             | indywidualnie (k) | 646              | 28.              | Bérengère Schuh 2-6     | → Nie awansowała    | → Nie awansowała        | → Nie awansowała            | → Nie awansowała           | → Nie awansowała | 33.     |
| Miki Kanie Ren Hayakawa Kaori Kawanaka     | drużynowo (k)     | 1965             | 5.               |                         |                     | Ukraina · 207-192       | Meksyk · 219-209            | Korea Południowa · 206-221 | Rosja · 209 -207 | brąz    |

### Pięciobój nowoczesny
| Zawodnik       | Konkurencja | Szermierka | Szermierka | Szermierka | Pływanie | Pływanie | Pływanie | Jazda konna | Jazda konna | Jazda konna | Kombinacja: strzelanie/bieg przełajowy | Kombinacja: strzelanie/bieg przełajowy | Kombinacja: strzelanie/bieg przełajowy | Suma punktów | Pozycja |
| Zawodnik       | Konkurencja | Wynik      | M.         | Punkty     | Czas     | M.       | Punkty   | Kary        | M.          | Punkty      | Czas                                   | M.                                     | Punkty                                 | Suma punktów | Pozycja |
| -------------- | ----------- | ---------- | ---------- | ---------- | -------- | -------- | -------- | ----------- | ----------- | ----------- | -------------------------------------- | -------------------------------------- | -------------------------------------- | ------------ | ------- |
| Shinichi Tomi  | mężczyźni   | 18-17      | 11         | 832        | 2:01,19  | 6.       | 1348     | 112         | 25.         | 1088        | 11:19,03                               | 29.                                    | 2284                                   | 5552         | 22.     |
| Shino Yamanaka | kobiety     | 7-28       | 36.        | 568        | 2:30,36  | 35.      | 996      | 64          | 15.         | 1136        | 11:58,56                               | 8.                                     | 2128                                   | 4828         | 30.     |
| Narumi Kurosu  | kobiety     | 8-27       | 35.        | 592        | 2:22,39  | 28.      | 1092     | 496         | 33.         | 704         | 13:52,94                               | 35.                                    | 1672                                   | 4060         | 34.     |

### Piłka nożna
Turniej kobiet
- Reprezentacja kobiet

| - Miho Fukumoto - Yukari Kinga - Azusa Iwashimizu - Saki Kumagai - Aya Sameshima - Mizuho Sakaguchi - Kozue Ando - Aya Miyama - Nahomi Kawasumi |  | - Homare Sawa - Shinobu Ōno - Kyoko Yano - Karina Maruyama - Megumi Takase - Mana Iwabuchi - Yuki Nagasato-Ogimi - Ayumi Kaihori |

Reprezentacja Japonii brała udział w rozgrywkach grupy F turnieju olimpijskiego zajmując w niej drugie miejsce i awansując do ćwierćfinału. W ćwierćfinale pokonały zespół Brazylii awansując do półfinału, w którym pokonały reprezentację Francji. W finale uległy reprezentacji Stanów Zjednoczonych zdobywając srebrny medal.
Grupa F
| Drużyna           | M | Mecze | Mecze | Mecze | Bramki | Bramki | Bramki | Pkt |
| Drużyna           | M | W     | R     | P     | +      | -      | +/-    | Pkt |
| ----------------- | - | ----- | ----- | ----- | ------ | ------ | ------ | --- |
| Szwecja           | 3 | 1     | 2     | 0     | 6      | 3      | +3     | 5   |
| Japonia           | 3 | 1     | 2     | 0     | 2      | 1      | +1     | 5   |
| Kanada            | 3 | 1     | 1     | 1     | 6      | 4      | +2     | 4   |
| Południowa Afryka | 3 | 0     | 1     | 2     | 1      | 7      | -6     | 1   |

Wyniki

#### Rozgrywki grupowe
| 25 lipca 2012 | Japonia                              | 2:1   | Kanada               |                                                                           |
| 18:00 CET     | Nahomi Kawasumi 32' · Aya Miyama 43' | (2:0) | 54' Melissa Tancredi | City of Coventry Stadium, Coventry Widzów: 14 119 Sędzia: Kirsi Heikkinen |

| 28 lipca 2012 | Japonia | 0:0   | Szwecja |                                                                              |
| 13:00 CET     |         | (0:0) |         | City of Coventry Stadium, Coventry Widzów: 14 160 Sędzia: Quetzalli Alvarado |

| 31 lipca 2012 | Japonia | 0:0   | Południowa Afryka |                                                                   |
| 15:30 CET     |         | (0:0) |                   | Millennium Stadium, Cardiff Widzów: 24 202 Sędzia: Efthalia Mitsi |

#### Ćwierćfinał
| 3 sierpnia 2012 | Brazylia | 0:2   | Japonia                          |                                                                    |
| 18:00 CET       |          | (0:1) | Yuki Ogimi 27' · Shinobu Ōno 73' | Millennium Stadium, Cardiff Widzów: 28 528 Sędzia: Kirsi Heikkinen |

#### Półfinał
| 6 sierpnia 2012 | Francja              | 1:2   | Japonia                               |                                                                   |
| 18:00 CET       | 76'Eugenie Le Sommer | (0:1) | 32' Yuki Ogimi · 49' Mizuho Sakaguchi | Stadion Wembley, Londyn Widzów: 61 482 Sędzia: Alvarado Quetzalli |

#### Finał
| 9 sierpnia 2012 | Stany Zjednoczone   | 2:1   | Japonia        |                                                                  |
| 20:45 CET       | Carli Lloyd 8', 54' | (1:0) | 63' Yūki Ōgimi | Stadion Wembley, Londyn Widzów: 80 203 Sędzia: Bibiana Steinhaus |

Turniej mężczyzn
- Reprezentacja mężczyzn

| - Shūichi Gonda - Yūhei Tokunaga - Takahiro Ōgihara - Hiroki Sakai - Maya Yoshida - Taisuke Muramatsu - Yūki Ōtsu - Kazuya Yamamura - Kenyu Sugimoto |  | - Keigo Higashi - Kensuke Nagai - Gōtoku Sakai - Daisuke Suzuki - Takashi Usami - Manabu Saito - Hotaru Yamaguchi - Hiroshi Kiyotake |

Reprezentacja Japonii brała udział w rozgrywkach grupy D turnieju olimpijskiego zajmując w niej pierwsze miejsce i awansując do ćwierćfinału. W ćwierćfinale pokonała zespół Egiptu awansując do półfinału, w którym uległa reprezentacji Meksyku. W meczu o brązowy medal ulegli reprezentacji Korei Południowej zajmując czwarte miejsce.
Grupa D
| Drużyna   | M | Mecze | Mecze | Mecze | Bramki | Bramki | Bramki | Pkt |
| Drużyna   | M | W     | R     | P     | +      | -      | +/-    | Pkt |
| --------- | - | ----- | ----- | ----- | ------ | ------ | ------ | --- |
| Japonia   | 3 | 2     | 1     | 0     | 2      | 0      | +2     | 7   |
| Honduras  | 3 | 1     | 2     | 0     | 3      | 2      | +1     | 5   |
| Maroko    | 3 | 0     | 2     | 1     | 2      | 3      | -1     | 2   |
| Hiszpania | 3 | 0     | 1     | 2     | 0      | 2      | -2     | 1   |

Wyniki

#### Rozgrywki grupowe
| 26 lipca 2012 | Hiszpania          | 0:1   | Japonia       |                                           |
| 14:45         |                    | (0:1) | 34' Yūki Ōtsu | Hampden Park, Glasgow Sędzia: Mark Geiger |
| 14:45         | Iñigo Martínez 41' | (0:1) |               | Hampden Park, Glasgow Sędzia: Mark Geiger |

| 29 lipca 2012 | Japonia           | 1:0   | Maroko |                                                     |
| 19:45         | Kensuke Nagai 84' | (0:0) |        | St James’ Park, Newcastle Sędzia: Svein Oddvar Møen |

| 1 sierpnia 2012 | Japonia | 0:0   | Honduras |                                           |
| 17:00           |         | (0:0) |          | Ricoh Arena, Coventry Sędzia: Slim Jedidi |

#### Ćwierćfinał
| 4 sierpnia 2012 | Japonia                                              | 3:0   | Egipt              |                                              |
| 11:00           | Kensuke Nagai 14' · Maya Yoshida 78' · Yuki Otsu 83' | (1:0) | 42' Saadeldin Saad | Old Trafford, Manchester Sędzia: Mark Geiger |

#### Półfinał
| 7 sierpnia 2012 | Meksyk                                                     | 3:1   | Japonia       |                                                 |
| 17:00 CET       | Marco Fabian 31' · Oribe Peralta 65' · Javier Cortes 90+3' | (1:1) | 12' Yuki Otsu | Stadion Wembley, Londyn Sędzia: Gianluca Rocchi |

#### Mecz o trzecie miejsce
| 10 sierpnia 2012 | Korea Południowa                      | 2:0   | Japonia |                                                     |
| 19:45 CET        | Park Chu-young 38' · Koo Ja-cheol 57' | (1:0) |         | Millennium Stadium, Cardiff Sędzia: Ravshan Ermatov |

### Pływanie
Mężczyźni
| Zawodnik                                                   | Konkurencja        | Eliminacje | Eliminacje | Półfinał        | Półfinał        | Finał            | Finał            |
| Zawodnik                                                   | Konkurencja        | Czas       | Miejsce    | Czas            | Miejsce         | Czas             | Miejsce          |
| ---------------------------------------------------------- | ------------------ | ---------- | ---------- | --------------- | --------------- | ---------------- | ---------------- |
| Ryōsuke Irie                                               | 100 m grzbietowym  | 53,56      | 5.         | 53,29           | 4.              | 52,97            | brąz             |
| Ryōsuke Irie                                               | 200 m grzbietowym  | 1:56,81    | 4.         | 1:55,68         | 4.              | 1:53,78          | srebro           |
| Kazuki Watanabe                                            | 200 m grzbietowym  | 1:58,17    | 13.        | 1:56,81         | 6.              | 1:57,03          | 6.               |
| Kōsuke Kitajima                                            | 100 m klasycznym   | 59,63      | 2.         | 59,69           | 6.              | 59,79            | 5.               |
| Kōsuke Kitajima                                            | 200 m klasycznym   | 2:09,43    | 5.         | 2:09,03         | 5.              | 2:08,35          | 4.               |
| Ryō Tateishi                                               | 100 m klasycznym   | 59,86      | 8.         | 59,93           | 10.             | → Nie awansował  | → Nie awansował  |
| Ryō Tateishi                                               | 200 m klasycznym   | 2:09,37    | 4.         | 2:09,13         | 7.              | 2:08,29          | brąz             |
| Takurō Fuji'i                                              | 100 m motylkowym   | 52,49      | 22.        | → Nie awansował | → Nie awansował | → Nie awansował  | → Nie awansował  |
| Takeshi Matsuda                                            | 100 m motylkowym   | 52,36      | 17.        | → Nie awansował | → Nie awansował | → Nie awansował  | → Nie awansował  |
| Takeshi Matsuda                                            | 200 m motylkowym   | 1:55,81    | 8.         | 1:54,25         | 1.              | 1:53,21          | brąz             |
| Kazuya Kaneda                                              | 200 m motylkowym   | 1:55,70    | 7.         | 1:55,56         | 10.             | → Nie awansował  | → Nie awansował  |
| Kōsuke Hagino                                              | 200 m zmiennym     | 1:58,22    | 3.         | 1:57,95         | 5.              | 1:57,35          | 5.               |
| Kōsuke Hagino                                              | 400 m zmiennym     | 4:10,01    | 1.         |                 |                 | 4:08,94          | brąz             |
| Ken Takakuwa                                               | 200 m zmiennym     | 1:58,82    | 9.         | 1:58,31         | 6.              | 1:58,53          | 6.               |
| Yūya Horihata                                              | 400 m zmiennym     | 4:13,09    | 7.         |                 |                 | 4:13,30          | 6.               |
| Yasunari Hirai                                             | 10 km              |            |            |                 |                 | 1:51:20,1        | 15.              |
| Yuki Kobori Sho Sotodate Chiaki Ishibashi Yūya Horihata    | 4 × 200 m dowolnym | 7:11,74    | 9.         |                 |                 | → Nie awansowali | → Nie awansowali |
| Ryōsuke Irie Kōsuke Kitajima Takeshi Matsuda Takurō Fuji'i | 4 × 100 m zmiennym | 3:33,64    | 3.         |                 |                 | 3:31,26          | srebro           |

Kobiety
| Zawodniczka                                       | Konkurencja        | Eliminacje | Eliminacje | Półfinał         | Półfinał         | Finał            | Finał            |
| Zawodniczka                                       | Konkurencja        | Czas       | Miejsce    | Czas             | Miejsce          | Czas             | Miejsce          |
| ------------------------------------------------- | ------------------ | ---------- | ---------- | ---------------- | ---------------- | ---------------- | ---------------- |
| Yayoi Matsumoto                                   | 50 m dowolnym      | 25,73      | 35.        | → Nie awansowała | → Nie awansowała | → Nie awansowała | → Nie awansowała |
| Haruka Ueda                                       | 100 m dowolnym     | 54,35      | 12.        | 54,59            | 16.              | → Nie awansowała | → Nie awansowała |
| Hanae Ito                                         | 200 m dowolnym     | 1:58,93    | 15.        | 1:58,24          | 14.              | → Nie awansowała | → Nie awansowała |
| Aya Takano                                        | 400 m dowolnym     | 4:12,33    | 26.        |                  |                  | → Nie awansowała | → Nie awansowała |
| Aya Terakawa                                      | 100 m grzbietowym  | 59,82      | 4.         | 59,34            | 3.               | 58,83            | brąz             |
| Miyu Otsuka                                       | 200 m grzbietowym  | 2:11,65    | 21.        | → Nie awansowała | → Nie awansowała | → Nie awansowała | → Nie awansowała |
| Satomi Suzuki                                     | 100 m klasycznym   | 1:07,08    | 6.         | 1:07,10          | 7.               | 1:06,46          | brąz             |
| Satomi Suzuki                                     | 200 m klasycznym   | 2:23,22    | 3.         | 2:22,40          | 3.               | 2:20,72          | srebro           |
| Mina Matsushima                                   | 100 m klasycznym   | 1:07,69    | 14.        | 1:08,26          | 16.              | → Nie awansowała | → Nie awansowała |
| Kanako Watanabe                                   | 200 m klasycznym   | 2:26,38    | 12.        | 2:27,32          | 14.              | → Nie awansowała | → Nie awansowała |
| Yuka Katō                                         | 100 m motylkowym   | 58,72      | 15.        | 58,26            | 11.              | → Nie awansowała | → Nie awansowała |
| Natsumi Hoshi                                     | 100 m motylkowym   | 59,06      | 23.        | → Nie awansowała | → Nie awansowała | → Nie awansowała | → Nie awansowała |
| Natsumi Hoshi                                     | 200 m motylkowym   | 2:08,04    | 6.         | 2:06,37          | 3.               | 2:05,48          | brąz             |
| Izumi Kato                                        | 200 m zmiennym     | 2:13,85    | 14.        | 2:14,47          | 14.              | → Nie awansowała | → Nie awansowała |
| Mihō Takahashi                                    | 400 m zmiennym     | 4:45,10    | 20.        |                  |                  | → Nie awansowała | → Nie awansowała |
| Miyu Otsuka                                       | 400 m zmiennym     | 4:39,13    | 12.        |                  |                  | → Nie awansowała | → Nie awansowała |
| Yumi Kida                                         | 10 km              |            |            |                  |                  | 1:58:59,1        | 13.              |
| Haruka Ueda Yayoi Matsumoto Miki Uchida Hanae Ito | 4 × 100 m dowolnym | 3:38,06    | 5.         |                  |                  | 3:37,96          | 7.               |
| Haruka Ueda Hanae Ito Yayoi Matsumoto Aya Takano  | 4 × 200 m dowolnym | 7:54,56    | 8.         |                  |                  | 7:56,73          | 8.               |
| Aya Terakawa Satomi Suzuki Yuka Kato Haruka Ueda  | 4 × 100 m zmiennym | 3:57,87    | 2.         |                  |                  | 3:55,73          | brąz             |

### Pływanie synchroniczne
| Zawodnik | Konkurencja | Eliminacje                    | Eliminacje                    | Eliminacje                 | Eliminacje                 | Eliminacje         | Eliminacje         | Finał   | Finał   |
| Zawodnik | Konkurencja | Eliminacje - runda techniczna | Eliminacje - runda techniczna | Eliminacje - runda dowolna | Eliminacje - runda dowolna | Eliminacje - Razem | Eliminacje - Razem | Finał   | Finał   |
| Zawodnik | Konkurencja | Punkty                        | Miejsce                       | Punkty                     | Miejsce                    | Punkty             | Miejsce            | Punkty  | Miejsce |
| --- | ----------- | ----------------------------- | ----------------------------- | -------------------------- | -------------------------- | ------------------ | ------------------ | ------- | ------- |
| Yukiko Inui Chisa Kobayashi | Duety       | 93,200                        | 5.                            | 93,200                     | 5.                         | 186,400            | 5.                 | 93,540  | 5.      |
| Yukiko Inui Chisa Kobayashi Yumi Adachi Aika Hakoyama Yukiko Inui Mayo Itoyama Risako Mitsui Mariko Sakai Kurumi Yoshida Mai Nakamura | drużyny     | 93,800                        | 5.                            | 93,830                     | 5.                         |                    |                    | 187,630 | 5.      |

### Podnoszenie ciężarów
Mężczyźni
| Zawodnik    | Konkurencja | Rwanie | Rwanie  | Podrzut | Podrzut | Razem  | Pozycja |
| Zawodnik    | Konkurencja | Wynik  | Pozycja | Wynik   | Pozycja | Razem  | Pozycja |
| ----------- | ----------- | ------ | ------- | ------- | ------- | ------ | ------- |
| Kazuomi Ōta | +105 kg     | 185 kg | 11.     | 215 kg  | 14.     | 400 kg | 13.     |

Kobiety
| Zawodniczka     | Konkurencja | Rwanie | Rwanie  | Podrzut | Podrzut | Razem  | Pozycja |
| Zawodniczka     | Konkurencja | Wynik  | Pozycja | Wynik   | Pozycja | Razem  | Pozycja |
| --------------- | ----------- | ------ | ------- | ------- | ------- | ------ | ------- |
| Hiromi Miyake   | -48 kg      | 87 kg  | 2.      | 110 kg  | 3.      | 197 kg | srebro  |
| Honami Mizuochi | -48 kg      | 80 kg  | 5.      | 96 kg   | 8.      | 176 kg | 6.      |
| Kanae Yagi      | -53 kg      | 82 kg  | 12.     | 109 kg  | 9.      | 191 kg | 12.     |
| Mami Shimamoto  | +75 kg      | 110 kg | 10.     | 143 kg  | 8.      | 253 kg | 9.      |

### Siatkówka
Kobiety
- Reprezentacja kobiet

| - Hitomi Nakamichi - Yoshie Takeshita - Mai Yamaguchi - Erika Araki - Kaori Inoue - Maiko Kano |  | - Yūko Sano - Ai Otomo - Risa Shinnabe - Saori Sakoda - Yukiko Ebata - Saori Kimura |

| Drużyna | Konkurencja      | Faza grupowa     | Faza grupowa     | Faza grupowa     | Faza grupowa     | Faza grupowa          | Faza grupowa | Ćwierćfinały     | Półfinały        | Mecz o 3. miejsce      | Pozycja |
| Drużyna | Konkurencja      | Przeciwnik Wynik | Przeciwnik Wynik | Przeciwnik Wynik | Przeciwnik Wynik | Przeciwnik Wynik      | Pozycja      | Przeciwnik Wynik | Przeciwnik Wynik | Przeciwnik Wynik       | Pozycja |
| ------- | ---------------- | ---------------- | ---------------- | ---------------- | ---------------- | --------------------- | ------------ | ---------------- | ---------------- | ---------------------- | ------- |
| Japonia | siatkówka halowa | Algieria · 3:0   | Włochy · 1:3     | Dominikana · 3:0 | Rosja · 1:3      | Wielka Brytania · 3:0 | 3.           | Chiny · 3:2      | Brazylia · 0:3   | Korea Południowa · 3:0 | brąz    |

#### Siatkówka plażowa
Mężczyźni
| Zawodnik                          | Konkurencja | Faza grupowa                                   | Faza grupowa                                       | Faza grupowa                                                   | Pozycja | 1/8              | Ćwierćfinały     | Półfinały        | Finał            | Finał   |
| Zawodnik                          | Konkurencja | Przeciwnik Wynik                               | Przeciwnik Wynik                                   | Przeciwnik Wynik                                               | Pozycja | Przeciwnik Wynik | Przeciwnik Wynik | Przeciwnik Wynik | Przeciwnik Wynik | Pozycja |
| --------------------------------- | ----------- | ---------------------------------------------- | -------------------------------------------------- | -------------------------------------------------------------- | ------- | ---------------- | ---------------- | ---------------- | ---------------- | ------- |
| Kentarō Asahi Katsuhiro Shiratori | mężczyźni   | Todd Rogers Phil Dalhausser 0:2 (15:21, 16:21) | Petr Beneš Přemysl Kubala 1:2 (21:17, 12:21, 7:15) | Pablo Herrera Allepuz Adrián Gavira Collado 0:2 (19:21, 20:22) | 4       | → Nie awansowali | → Nie awansowali | → Nie awansowali | → Nie awansowali | 19.     |

### Skoki do wody
Kobiety
| Zawodniczka  | Konkurencja              | Preeliminacje | Preeliminacje | Półfinał | Półfinał | Finał            | Finał            |
| Zawodniczka  | Konkurencja              | Punkty        | Miejsce       | Punkty   | Miejsce  | Punkty           | Miejsce          |
| ------------ | ------------------------ | ------------- | ------------- | -------- | -------- | ---------------- | ---------------- |
| Mai Nakagawa | wieża 10 m indywidualnie | 327,65        | 8.            | 260,05   | 18.      | → Nie awansowała | → Nie awansowała |

### Strzelectwo
Mężczyźni
| Zawodnik         | Konkurencja | Kwalifikacje | Kwalifikacje | Finał           | Finał           |
| Zawodnik         | Konkurencja | Wynik        | Pozycja      | Wynik           | Pozycja         |
| ---------------- | ----------- | ------------ | ------------ | --------------- | --------------- |
| Tomoyuki Matsuda | ppn 60      | 581          | 13.          | → Nie awansował | → Nie awansował |
| Tomoyuki Matsuda | pdw 60      | 559          | 11.          | → Nie awansował | → Nie awansował |
| Midori Yajima    | kpn 60      | 589          | 38.          | → Nie awansował | → Nie awansował |
| Midori Yajima    | kdw 60l     | 590          | 33.          | → Nie awansował | → Nie awansował |
| Midori Yajima    | Kdw 3x40    | 1148         | 39.          | → Nie awansował | → Nie awansował |

Kobiety
| Zawodnik       | Konkurencja | Kwalifikacje | Kwalifikacje | Finał            | Finał            |
| Zawodnik       | Konkurencja | Wynik        | Pozycja      | Wynik            | Pozycja          |
| -------------- | ----------- | ------------ | ------------ | ---------------- | ---------------- |
| Yukari Konishi | ppn 60      | 377          | 31.          | → Nie awansowała | → Nie awansowała |
| Yukari Konishi | psp 60      | 574          | 31.          | → Nie awansowała | → Nie awansowała |
| Yukie Nakayama | trap        | 65           | 15.          | → Nie awansowała | → Nie awansowała |

### Szermierka
Kobiety
| Zawodnik                                                  | Konkurencja          | 1/32                    | 1/16                   | 1/8                     | Ćwierćfinały            | Miejsca 5-8.              | Półfinały        | Mecz o 7. miejsce       | Finał            | Finał   |
| Zawodnik                                                  | Konkurencja          | Przeciwnik Wynik        | Przeciwnik Wynik       | Przeciwnik Wynik        | Przeciwnik Wynik        | Przeciwnik Wynik          | Przeciwnik Wynik | Przeciwnik Wynik        | Przeciwnik Wynik | Pozycja |
| --------------------------------------------------------- | -------------------- | ----------------------- | ---------------------- | ----------------------- | ----------------------- | ------------------------- | ---------------- | ----------------------- | ---------------- | ------- |
| Seira Nakayama                                            | szabla indywidualnie |                         | Léonore Perrus 15-12   | Mariel Zagunis 9-15     | → Nie awansowała        | → Nie awansowała          | → Nie awansowała | → Nie awansowała        | → Nie awansowała | 16.     |
| Kanae Ikehata                                             | floret indywidualnie |                         | Sylwia Gruchała 9-8    | Ysaora Thibus 15-11     | Nam Hyun-hee 6-15       | → Nie awansowała          | → Nie awansowała | → Nie awansowała        | → Nie awansowała | 8.      |
| Chieko Sugawara                                           | floret indywidualnie |                         | Jeon Hee-sook 15-13    | Corinne Maîtrejean 15-9 | Elisa Di Francisca 9-15 | → Nie awansowała          | → Nie awansowała | → Nie awansowała        | → Nie awansowała | 7.      |
| Shiho Nishioka                                            | floret indywidualnie | Lin Po Heung 13-10      | Valentina Vezzali 8-14 | → Nie awansowała        | → Nie awansowała        | → Nie awansowała          | → Nie awansowała | → Nie awansowała        | → Nie awansowała | 30.     |
| Nozomi Nakano                                             | szpada indywidualnie | Rossella Fiamingo 11-15 | → Nie awansowała       | → Nie awansowała        | → Nie awansowała        | → Nie awansowała          | → Nie awansowała | → Nie awansowała        | → Nie awansowała | 26.     |
| Kanae Ikehata Chieko Sugawara Shiho Nishioka Kyomi Hirata | floret drużynowo     |                         |                        |                         | Rosja · 17-45           | Stany Zjednoczone · 22-44 | → Nie awansowały | Wielka Brytania · 30-21 | → Nie awansowały | 7.      |

Mężczyźni
| Zawodnik                                     | Konkurencja          | 1/32             | 1/16                    | 1/8                  | Ćwierćfinały     | Miejsca 5-8.     | Półfinały        | Mecz o 5. miejsce | Finał            | Finał   |
| Zawodnik                                     | Konkurencja          | Przeciwnik Wynik | Przeciwnik Wynik        | Przeciwnik Wynik     | Przeciwnik Wynik | Przeciwnik Wynik | Przeciwnik Wynik | Przeciwnik Wynik  | Przeciwnik Wynik | Pozycja |
| -------------------------------------------- | -------------------- | ---------------- | ----------------------- | -------------------- | ---------------- | ---------------- | ---------------- | ----------------- | ---------------- | ------- |
| Kenta Chida                                  | floret indywidualnie |                  | Victor Sintès 11-15     | → Nie awansował      | → Nie awansował  | → Nie awansował  | → Nie awansował  | → Nie awansował   | → Nie awansował  | 24.     |
| Ryō Miyake                                   | floret indywidualnie |                  | Andrea Baldini 6-15     | → Nie awansował      | → Nie awansował  | → Nie awansował  | → Nie awansował  | → Nie awansował   | → Nie awansował  | 20.     |
| Yūki Ōta                                     | floret indywidualnie |                  | Benjamin Kleibrink 15-5 | Andrea Cassarà 14-15 | → Nie awansował  | → Nie awansował  | → Nie awansował  | → Nie awansował   | → Nie awansował  | 14.     |
| Suguru Awaji Kenta Chida Ryō Miyake Yūki Ōta | floret drużynowo     |                  |                         |                      | Chiny · 45-30    |                  | Niemcy · 41-40   |                   | Włochy · 39-45   | srebro  |

### Taekwondo
Kobiety
| Zawodnik       | Konkurencja | 1/8                 | Ćwierćfinał      | Półfinał         | Repesaż 1                     | Repesaż 2            | Finał            | Finał   |
| Zawodnik       | Konkurencja | Przeciwnik Wynik    | Przeciwnik Wynik | Przeciwnik Wynik | Przeciwnik Wynik              | Przeciwnik Wynik     | Przeciwnik Wynik | Pozycja |
| -------------- | ----------- | ------------------- | ---------------- | ---------------- | ----------------------------- | -------------------- | ---------------- | ------- |
| Erika Kasahara | -49 kg      | Theresa Tona 12-0   | Wu Jingyu 0-14   | → Nie awansowała | Elizabeth Zamora Gordillo 2-6 | → Nie awansowała     |                  | 7.      |
| Mayu Hamada    | -57 kg      | Ana Zaninović 14-11 | Jade Jones 3-13  | → Nie awansowała | Dragana Gladović 15-2         | Marlène Harnois 8-12 |                  | 5.      |

### Tenis stołowy
| Zawodnik                                  | Konkurencja           | Eliminacje       | Runda 1          | Runda 2          | Runda 3                                                           | 1/8 finału                                            | Ćwierćfinały                                   | Półfinały                                      | Finał Mecz o 3. miejsce                   | Finał Mecz o 3. miejsce |
| Zawodnik                                  | Konkurencja           | Przeciwnik Wynik | Przeciwnik Wynik | Przeciwnik Wynik | Przeciwnik Wynik                                                  | Przeciwnik Wynik                                      | Przeciwnik Wynik                               | Przeciwnik Wynik                               | Przeciwnik Wynik                          | Pozycja                 |
| ----------------------------------------- | --------------------- | ---------------- | ---------------- | ---------------- | ----------------------------------------------------------------- | ----------------------------------------------------- | ---------------------------------------------- | ---------------------------------------------- | ----------------------------------------- | ----------------------- |
| Jun Mizutani                              | gra pojedyncza (m)    |                  |                  |                  | Panagiotis Gionis 4-3 (11:7, 7:11, 11:9, 8:11, 11:7, 8:11, 12:10) | Oh Sang-eun 4-1 (11:8, 11:6, 11:8, 7:11, 11:8)        | Wang Hao 0-4 (4:11, 5:11, 3:11, 5:11)          | → Nie awansowała                               | → Nie awansowała                          | 9.                      |
| Seiya Kishikawa                           | gra pojedyncza (m)    |                  |                  |                  | El-sayed Lashin 4-1 (11:4, 9:11, 11:9, 11:5, 11:6)                | Michael Maze 0-4 (7:11, 6:11, 4:11, 6:11)             | → Nie awansowała                               | → Nie awansowała                               | → Nie awansowała                          | 5.                      |
| Jun Mizutani Kōki Niwa Seiya Kishikawa    | turniej drużynowy (m) |                  |                  |                  |                                                                   | Kanada · 3-0                                          | Hongkong · 2-3                                 | → Nie awansowali                               | → Nie awansowali                          | 5.                      |
| Kasumi Ishikawa                           | gra pojedyncza (k)    |                  |                  |                  | Li Qiangbing 4-2 (11:13, 10:12, 11:7, 12:10, 11:8, 11:5)          | Li Qian 4-1 (11:8, 11:5, 12:10, 14:12, 11:6)          | Wang Yuengu 4-1 (8:11, 11:5, 11:4, 11:8, 11:4) | Li Xiaoxia 1-4 (5:11, 4:11, 13:11, 6:11, 7:11) | Feng Tianwei 0-4 (9:11, 6:11, 6:11, 5:11) | 4.                      |
| Ai Fukuhara                               | gra pojedyncza (k)    |                  |                  |                  | Anna Tichomirowa 4-0 (11:7, 11:8, 11:9, 11:3)                     | Li Jie 4-3 (11:4, 8:11, 8:11, 6:11, 11:5, 11:8, 11:8) | Ding Ning 0-4 (13:15, 6:11, 6:11, 4:11)        | → Nie awansowała                               | → Nie awansowała                          | 5.                      |
| Kasumi Ishikawa Ai Fukuhara Sayaka Hirano | turniej drużynowy (k) |                  |                  |                  |                                                                   | Stany Zjednoczone · 3-0                               | Niemcy · 3-0                                   | Singapur · 3-0                                 | Chiny · 0-3                               | srebro                  |

### Tenis ziemny
Mężczyźni
| Zawodnik               | Konkurencja | 1/32                                | 1/16                                         | 1/8                        | Ćwierćfinały                      | Półfinały        | Finał            | Finał          |
| Zawodnik               | Konkurencja | Przeciwnik Wynik                    | Przeciwnik Wynik                             | Przeciwnik Wynik           | Przeciwnik Wynik                  | Przeciwnik Wynik | Przeciwnik Wynik | Pozycja        |
| ---------------------- | ----------- | ----------------------------------- | -------------------------------------------- | -------------------------- | --------------------------------- | ---------------- | ---------------- | -------------- |
| Kei Nishikori          | singel      | Bernard Tomic 7:6(4), 7:6(4)        | Nikołaj Dawydienko 4:6, 6:4, 6:1             | David Ferrer 6:0, 3:6, 6:4 | Juan Martín del Potro 4:6, 6:7(4) | → Nie awansował  | → Nie awansował  | Miejsca 5-8.   |
| Gō Soeda               | singel      | Markos Pagdatis 7:6(5), 6:7(5), 2:6 | → Nie awansował                              | → Nie awansował            | → Nie awansował                   | → Nie awansował  | → Nie awansował  | Miejsca 33-64. |
| Tatsuma Itō            | singel      | Milos Raonic 3:6, 4:6               | → Nie awansował                              | → Nie awansował            | → Nie awansował                   | → Nie awansował  | → Nie awansował  | Miejsca 33-64. |
| Kei Nishikori Gō Soeda | debel       |                                     | Roger Federer Stan Wawrinka 7:6(5), 4:6, 4:6 | → Nie awansowali           | → Nie awansowali                  | → Nie awansowali | → Nie awansowali | Miejsca 17-32. |

### Triathlon
| Zawodnik         | Konkurencja | Pływanie (1,5 km) | Zmiana 1 | Jazda na rowerze (40 km) | Zmiana 2 | Bieg (10 km) | Czas      | Pozycja |
| ---------------- | ----------- | ----------------- | -------- | ------------------------ | -------- | ------------ | --------- | ------- |
| Hirokatsu Tayama | mężczyźni   | 17:24             | 0:44     | 58:45                    | 0:34     | 31:57        | 1:49:24,0 | 20.     |
| Yuichi Hosoda    | mężczyźni   | 18:06             | 0:43     | 59:57                    | 0:31     | 32:43        | 1:51:40,0 | 43.     |
| Mariko Adachi    | kobiety     | 18:25             | 0:44     | 1:06:29                  | 0:35     | 35:51        | 2:02:04   | 14.     |
| Juri Ide         | kobiety     | 19:46             | 0:43     | 1;06:56                  | 0:35     | 36:43        | 2:04:43   | 34.     |
| Ai Ueda          | kobiety     | 20:48             | 0:45     | 1:09:42                  | 0:31     | 34:48        | 2:06:34   | 39.     |

### Wioślarstwo
Mężczyźni
| Zawodnik                     | Konkurencja | Eliminacje | Eliminacje | Repesaż | Repesaż | Półfinały A/B | Półfinały A/B | Finał A/B   | Finał A/B | Miejsce |
| Zawodnik                     | Konkurencja | Czas       | M.         | Czas    | M.      | Czas          | M.            | Czas        | M.        | Miejsce |
| ---------------------------- | ----------- | ---------- | ---------- | ------- | ------- | ------------- | ------------- | ----------- | --------- | ------- |
| Kazushige Ura Daisaku Takeda | LM2x        | 6:54,01    | 3.         | 6:39,81 | 2.      | 6:48,61       | 6.            | 6:48,27 (B) | 6.        | 12.     |

Kobiety
| Zawodnik                      | Konkurencja | Eliminacje | Eliminacje | Repesaż | Repesaż | Ćwierćfinały | Ćwierćfinały | Półfinały C/D | Półfinały C/D | Półfinały A/B    | Półfinały A/B    | Finał C/D   | Finał C/D | Finał A/B        | Finał A/B        | Miejsce |
| Zawodnik                      | Konkurencja | Czas       | M.         | Czas    | M.      | Czas         | M.           | Czas          | M.            | Czas             | M.               | Czas        | M.        | Czas             | M.               | Miejsce |
| ----------------------------- | ----------- | ---------- | ---------- | ------- | ------- | ------------ | ------------ | ------------- | ------------- | ---------------- | ---------------- | ----------- | --------- | ---------------- | ---------------- | ------- |
| Haruna Sakakibara             | W1x         | 7:52,98    | 4.         |         |         | 8:12,26      | 5.           | 8:05,65       | 5.            | → Nie awansowała | → Nie awansowała | 8:42,90 (D) | 5.        | → Nie awansowała | → Nie awansowała | 23.     |
| Atsumi Fukumoto Akiko Iwamoto | LW2x        | 7:30,29    | 3.         | 7:23,79 | 3.      |              |              |               |               | 7:34,23          | 6.               |             |           | 7:32,12          | 6. (B)           | 12.     |

### Zapasy
Mężczyźni - styl klasyczny
| Zawodnik          | Konkurencja | Kwalifikacje     | 1/8                | Ćwierćfinał         | Półfinał         | Repesaż 1        | Repesaż 2            | Finał            | Finał   |
| Zawodnik          | Konkurencja | Przeciwnik Wynik | Przeciwnik Wynik   | Przeciwnik Wynik    | Przeciwnik Wynik | Przeciwnik Wynik | Przeciwnik Wynik     | Przeciwnik Wynik | Pozycja |
| ----------------- | ----------- | ---------------- | ------------------ | ------------------- | ---------------- | ---------------- | -------------------- | ---------------- | ------- |
| Kohei Hasegawa    | -55 kg      |                  | Ełbiek Tażyjeu 4-0 | Håkan Nyblom 0-5    | → Nie awansował  | → Nie awansował  | → Nie awansował      | → Nie awansował  | 10.     |
| Ryūtarō Matsumoto | -60 kg      |                  | Rahman Bilici 3-0  | Tarik Belmadani 3-0 | Omid Norouzi 0-3 |                  | Ałmat Kebyspajew 3-0 | → Nie awansował  | brąz    |
| Tsutomu Fujimura  | -66 kg      |                  | Justin Lester 1-3  | → Nie awansował     | → Nie awansował  | → Nie awansował  | → Nie awansował      | → Nie awansował  | 13.     |
| Norikatsu Saikawa | -96 kg      |                  | Jimmy Lidberg 0-3  | → Nie awansował     | → Nie awansował  | → Nie awansował  | → Nie awansował      | → Nie awansował  | 16.     |

Mężczyźni - styl wolny
| Zawodnik            | Konkurencja | Kwalifikacje             | 1/8                 | Ćwierćfinał          | Półfinał                     | Repesaż 1          | Repesaż 2            | Finał            | Finał   |
| Zawodnik            | Konkurencja | Przeciwnik Wynik         | Przeciwnik Wynik    | Przeciwnik Wynik     | Przeciwnik Wynik             | Przeciwnik Wynik   | Przeciwnik Wynik     | Przeciwnik Wynik | Pozycja |
| ------------------- | ----------- | ------------------------ | ------------------- | -------------------- | ---------------------------- | ------------------ | -------------------- | ---------------- | ------- |
| Shin’ichi Yumoto    | -55 kg      |                          | Kim Jin-cheol 5-3   | Mihran Jaburyan 10-1 | Wladimer Chinczegaszwili 1-2 |                    | Radosław Welikow 2-0 | → Nie awansował  | brąz    |
| Ken’ichi Yumoto     | -60 kg      |                          | Yowlys Bonne 4-2    | Toğrul Əsgərov 0-2   | → Nie awansował              | Tim Schleicher 9-2 | Coleman Scott 2-6    | → Nie awansował  | 5.      |
| Tatsuhiro Yonemitsu | -66 kg      |                          | Liván López 2-1     | Haislan Garcia 6-1   | Cəbrayıl Həsənov 3-0         |                    |                      | Sushil Kumar 4-1 | złoto   |
| Sosuke Takatani     | -74 kg      | Ashraf Alijew 0-2        | → Nie awansował     | → Nie awansował      | → Nie awansował              | → Nie awansował    | → Nie awansował      | → Nie awansował  | 15.     |
| Takao Isokawa       | -96 kg      | Nathaniel Tuamoheloa w/o | Magomed Musajew 1-3 | → Nie awansował      | → Nie awansował              | → Nie awansował    | → Nie awansował      | → Nie awansował  | 8.      |

Kobiety - styl wolny
| Zawodnik        | Konkurencja | Kwalifikacje     | 1/8                   | Ćwierćfinał           | Półfinał                    | Repesaż 1        | Repesaż 2        | Finał              | Finał   |
| Zawodnik        | Konkurencja | Przeciwnik Wynik | Przeciwnik Wynik      | Przeciwnik Wynik      | Przeciwnik Wynik            | Przeciwnik Wynik | Przeciwnik Wynik | Przeciwnik Wynik   | Pozycja |
| --------------- | ----------- | ---------------- | --------------------- | --------------------- | --------------------------- | ---------------- | ---------------- | ------------------ | ------- |
| Hitomi Obara    | -48 kg      |                  | Maroi Mezien 4-0      | Isabelle Sambou 7-0   | Carol Huynh 4-1             |                  |                  | Mariya Stadnik 2-1 | złoto   |
| Saori Yoshida   | -55 kg      |                  | Kelsey Campbell 2-0   | Julija Ratkiewicz 3-0 | Waleria Żołobowa 3-0        |                  |                  | Tonya Verbeek 5-0  | złoto   |
| Kaori Ichō      | -63 kg      |                  | Martine Dugrenier 6-1 | Henna Johansson 5-0   | Soronzonboldyn Batceceg 5-0 |                  |                  | Jing Ruixue 5-0    | złoto   |
| Kyoko Hamaguchi | -72 kg      |                  | Guzel Maniurowa 2-10  | → Nie awansowała      | → Nie awansowała            | → Nie awansowała | → Nie awansowała | → Nie awansowała   | 11.     |

### Żeglarstwo
Kobiety
| Zawodnik               | Konkurencja  | Wyścig | Wyścig | Wyścig | Wyścig | Wyścig | Wyścig | Wyścig | Wyścig | Wyścig | Wyścig | Wyścig | Punkty | Finałowa pozycja |
| Zawodnik               | Konkurencja  | 1      | 2      | 3      | 4      | 5      | 6      | 7      | 8      | 9      | 10     | M*     | Punkty | Finałowa pozycja |
| ---------------------- | ------------ | ------ | ------ | ------ | ------ | ------ | ------ | ------ | ------ | ------ | ------ | ------ | ------ | ---------------- |
| Yūki Sunaga            | RS:X         | 19     | 23     | 22     | 22     | 22     | 24     | 22     | 20     | 18     | 12     | —      | 180    | 21.              |
| Manami Doi             | Laser Radial | 29     | 32     | 31     | 27     | 26     | 36     | 30     | 22     | 27     | 29     | —      | 253    | 31.              |
| Ai Kondō Wakako Tabata | 470          | 9      | 4      | 17     | 19     | 11     | 9      | 13     | 21     | 13     | 8      | —      | 103    | 14.              |

Mężczyźni
| Zawodnik                      | Konkurencja | Wyścig | Wyścig | Wyścig | Wyścig | Wyścig | Wyścig | Wyścig | Wyścig | Wyścig | Wyścig | Wyścig | Punkty | Finałowa pozycja |
| Zawodnik                      | Konkurencja | 1      | 2      | 3      | 4      | 5      | 6      | 7      | 8      | 9      | 10     | M*     | Punkty | Finałowa pozycja |
| ----------------------------- | ----------- | ------ | ------ | ------ | ------ | ------ | ------ | ------ | ------ | ------ | ------ | ------ | ------ | ---------------- |
| Makoto Tomizawa               | RS:X        | 25     | 25     | 25     | 29     | 24     | 26     | 34     | 30     | 21     | 4      | —      | 209    | 28.              |
| Ryūnosuke Harada Yūgo Yoshida | 470         | 19     | 12     | 25     | 12     | 7      | 11     | 21     | 17     | 17     | 15     | —      | 131    | 18.              |

Open
| Zawodnik                     | Konkurencja | Wyścig | Wyścig | Wyścig | Wyścig | Wyścig | Wyścig | Wyścig | Wyścig | Wyścig | Wyścig | Wyścig | Wyścig | Wyścig | Wyścig | Wyścig | Wyścig | Punkty | Finałowa pozycja |
| Zawodnik                     | Konkurencja | 1      | 2      | 3      | 4      | 5      | 6      | 7      | 8      | 9      | 10     | 11     | 12     | 13     | 14     | 15     | M*     | Punkty | Finałowa pozycja |
| ---------------------------- | ----------- | ------ | ------ | ------ | ------ | ------ | ------ | ------ | ------ | ------ | ------ | ------ | ------ | ------ | ------ | ------ | ------ | ------ | ---------------- |
| Yukio Makino Kenji Takahashi | 49er        | 16     | 13     | 17     | 14     | 18     | 11     | 18     | 16     | 18     | 18     | 14     | 15     | 6      | 2      | 10     | —      | 188    | 18.              |

M = Wyścig medalowy